# Ruth Baldacchino
 (août 2025).
Motif : Absence de source secondaire centrée d'envergure nationale pour cette #traduction
- Archive Wikiwix
- Bing
- Cairn
- DuckDuckGo
- E. Universalis
- Gallica
- Google
- G. Books
- G. News
- G. Scholar
- Persée
- Qwant
- (zh) Baidu
- (ru) Yandex
- (wd) trouver des œuvres sur Wikidata

| 1. | Préciser le motif de la pose du bandeau. | Précisez le motif de la pose du bandeau en utilisant la syntaxe suivante : {{admissibilité à vérifier\|date=août 2025\|motif=remplacez ce texte par le motif}}                        |
| 2. | Informer les utilisateurs concernés.     | Pensez à avertir le créateur de l'article, par exemple, en insérant le code ci-dessous sur sa page de discussion : {{subst:avertissement admissibilité à vérifier\|Ruth Baldacchino}} |

Ruth Baldacchino est une militante LGBT et intersexuée, ancienne co-secrétaire générale de l’Association internationale des lesbiennes, gays, bisexuels, trans et intersexes (ILGA World) et ancienne directrice adjointe des programmes du premier Fonds pour les droits humains intersexes.

## Éducation
Baldacchino est titulaire d’une maîtrise en études féminines de l’University College Dublin et d’une licence (avec mention) en sociologie de l’Université de Malte.

## Activisme et carrière
Baldacchino a précédemment siégé aux conseils d’administration du Malta Gay Rights Movement l’IGLYO et de l’ILGA-Europe, et a également été directeur associé des programmes du premier fonds pour les droits humains des personnes intersexes.
Ils ont été conférenciers invités à l’Université de Malte, où ils ont introduit les études queer.
Entre 2014 et 2019, ils ont été co-secrétaire général d’ILGA World.  Ruth a occupé le poste d’agente principale de programme, puis de directrice adjointe des programmes à la Fondation Astraea Lesbian pour la justice, où elle a dirigé le Fonds pour les droits humains des personnes intersexes jusqu’en 2024.
Avant de rejoindre Astraea, Baldacchino a travaillé au ministère des Libertés civiles de Malte sur les droits de l’homme et l’intégration sociale, participant au processus d’élaboration et d’adoption d’une loi révolutionnaire sur l’identité de genre, l’expression de genre et les caractéristiques sexuelles Ils décrivent la loi sur l’identité de genre, l’expression de genre et les caractéristiques sexuelles comme offrant « la liberté à un individu de développer, d’établir et d’exprimer son genre, plutôt que de laisser l’État ou les professionnels de la santé décider de cela. En d’autres termes, ... d’être autorisé à déterminer quelle identité convient ... le meilleur et comment... pour incarner cette identité.
Baldacchino s’est également engagé étroitement avec les militants intersexes, notamment par le biais de la co-animation et de la coordination des forums intersexes internationaux de l’ILGA.  Baldacchino a contribué à une politique nationale d’éducation de 2015 sur les élèves trans, transgenres et intersexes dans les écoles.